# جسیکا وولی (بازیکن فوتبال)
جسیکا وولی (انگلیسی: Jessica Wooley؛ زادهٔ ۲۷ مارس ۲۰۰۱) بازیکن فوتبال اهل بریتانیا است.
وی همچنین در تیم‌های ملی فوتبال England women's national under-17 football team و England women's national under-18 football team بازی کرده‌است.